# Paracoccidioides brasiliensis
Paracoccidioides brasiliensis är en svampart som först beskrevs av Splend., och fick sitt nu gällande namn av F.P. Almeida 1930. Paracoccidioides brasiliensis ingår i släktet Paracoccidioides och familjen Ajellomycetaceae.   Inga underarter finns listade i Catalogue of Life.